# Port lotniczy Sondok
Port lotniczy Sondok (kor. 선덕비행장 IATA: DSO, ICAO: ZKSD) – port lotniczy położony w powiecie Chŏngp’yŏng, w prowincji Hamgyŏng Południowy, w Korei Północnej. Użytkowany w celach wojskowych oraz częściowo w celach cywilnych.
Dodatkowym kodem stosowanym dla lotniska po II wojnie światowej (także w trakcie wojny koreańskiej) przez USAF był K-26.

## Drogi startowe i operacje lotnicze
Operacje lotnicze wykonywane są z betonowej drogi startowej:
- RWY 02/20, 2500 × 50 m

## Linie lotnicze i połączenia
| Linia lotnicza | Kierunek           |
| -------------- | ------------------ |
| Air Koryo      | 1. Pjongjang-Sunan |